# Meilhan, Landes

Meilhan este o comună în departamentul Landes din sud-vestul Franței. În 2009 avea o populație de 1.111 de locuitori.

## Evoluția populației
| An        | 1975 | 1982 | 1990 | 1999 | 2006  | 2009  |
| --------- | ---- | ---- | ---- | ---- | ----- | ----- |
| Populație | 839  | 859  | 872  | 998  | 1.045 | 1.111 |